# أبو بكاري كويتا
أبو بكاري يلي كويتا (من مواليد 20 سبتمبر 1998) هو لاعب كرة قدم محترف يلعب كمهاجم لنادي سينت ترويدن.ولد في السنغال لعائلة موريتانية الأصل، ويلعب مع منتخب موريتانيا.

## مسيرته مع الأندية
بدأ كويتا لعب مسيرته الكروية في أكاديمية الشباب التابعة لنادي ميركسم في سن 13 ، وسرعان ما انتقل إلى أكاديميات ليرا وجيل حيث اقتحم الفريق الأول.
في 9 يونيو 2017 ، وقعت كويتا عقدا احترافيا مع غينت ، والاحتفاظ به في النادي لمدة 2 مواسم. ظهر كويتا لأول مرة في مسيرته الاحترافية مع غينت في الفوز 1-0 الدوري البلجيكي للمحترفين على أندرلخت في 13 مايو 2018.
في 19 يوليو 2019 ، وقع عقدا لمدة 4 سنوات مع فاسلاند بيفيرين.
في 19 يونيو 2021 ، انضم إلى سينت ترويدن.

## مسيرته الدولية
ولد كويتا في السنغال لأب موريتاني مالي وأم سنغالية، وانتقل إلى بلجيكا في سن مبكرة. في أكتوبر 2023 ، اختار اللعب مع منتخب موريتانيا.

## روابط خارجية
- أبو بكاري كويتا  على سكروي
- Gent Profile
- Fox Sports Profile